# Relic Dances
Relic Dances je čtvrté studiové album moravské doom metalové skupiny Silent Stream of Godless Elegy. Vyšlo po personálních změnách v kapele, když z původní sestavy zůstali pouze kytarista Radek Hajda a violoncellista Michal Sýkora, čtyři léta po předcházejícím albu Themes.
 První skladby vznikly už v roce 2002, skladba "Trinity" vyšla na desce Proti proudu - příloze rockového magazínu Spark, skladba "Gigula" vyšla roku 2003 na kompilaci vydavatelství Indies Scope Records Čarohraní - Z kořenů moravského folklóru.

## Charakteristika
Producentem byl Tomáš Kočko, známý moravský hudebník věnující se world music. Od předešlých alb se odlišuje výraznějším zapojením prvků moravské folklórní hudby, k čemuž přispěl i Tomáš Kočko v úloze producenta. Vydavatelství Redblack o tomhle albu napsalo:Tomáš Kočko, v roli producenta, přizval k realizaci této hudební delikatesy i jednu z předních moravských cimbálových muzik CM Radošov. Výsledkem je pak album nabité metalovou energií a tlakem, výraznou moravskou melodikou a překvapivými souvislostmi mezi „doommetalovým“ smutkem a smutkem moravských lidových balad. Album, inspirované nejstaršími vrstvami moravské lidové písně, která svou syrovostí a drsnou poetikou přímo vybízí ke spojení tvrdé hudby s barvami tradiční muziky, obsahuje osm písní, jejichž délka je pokorným přitakáním tradiční formě lidové balady. Výsledný tvar lze pak směle označit jako ethno-metal. 
O vlivu folklóru svedčí i název skladby "Gigula" – v moravském nářečí vrcholek kopce. Původně měla být část skladeb v češtině už na tomto albu, ale z finančných důvodů se od toho upustilo, tyto skladby se později nahrály pro EP Osamělí a později byly použity na vinylové verzi Relic Dances. Obě alba vyšla v roce 2006.

## Vinyl
V roce 2006 vyšel ve vydavatelství Monster Nation, specializujícím se na vydávaní vinylů, jako první vinyl v historii kapely. Od CD verze se odlišuje pořadím skladeb a skutečností, že čtyři skladby jsou nazpívány ve slovanských jazycích. Všechny slovanské skladby a skladba "Look" jsou z EP Osamělí, ostatní z původní CD edice. Skladby "Tváří v tvář" (původně "To Face The End") a "Osamělí" (původně "Lonely") v češtině, "Tanczylabym" (původně "I Would Dance") a "Razem" (původně "Together") v polštině. Text k „Tváří v tvář" je dílem Radovana Nogola, otce Hanky Hajdové a autorem textu k „Osamělí“ je Tomáš Kočko. Autorkou polských textů je Renata Putzlacher.

## Ocenění
Album získalo v roce 2005 ocenění Anděl od Akademie populární hudby za rok 2004 v kategorii Hard & heavy. Získal také ocenění BŘITVA 2004 coby NAHRÁVKA ROKU. Vinylová verze získala v roce 2006 třetí místo v anketě BŘITVA 2006 v kategorii NERADOVÁ NAHRÁVKA ROKU.

## Seznam skladeb CD verze
1. "Look" – 4:32
2. "To Face The End" – 6:52
3. "I Would Dance" – 4:52
4. "Together" – 8:12
5. "You Loved The Only Blood" – 3:24
6. "Lonely" – 7:39
7. "Gigula" – 3:03
8. "Trinity" – 6:33

## Seznam skladeb LP verze

### Strana A
1. "Look" – 5:48
2. "Tváří v tvář" – 6:53
3. "Tańczyłabym" – 4:52
4. "Trinity" – 6:34

### Strana B
1. "You Loved The Only Blood“ – 3:24
2. "Razem" – 8:16
3. "Gigula" – 3:04
4. "Osamělí" – 7:38

## Sestava
- Pavel Hrnčíř - zpěv
- Hanka Hajdová - zpěv
- Michal Sýkora - violoncello
- Petra Nováčková - housle
- Radek Hajda - elektrická kytara
- Dušan Fojtásek - basová kytara
- Michal Rak - bicí

### Hosté
- Cimbálovka Radošov:
  - Radim Havlíček - první housle
  - Jiři Matela - druhé housle
  - Petr Vyoral - klarinet, flétna
  - Petr Světlík - cimbál
  - Čeněk Říha - viola
  - Roman Plaširyba - kontrabas
- Tomáš Kočko - vokály, akustická kytara, trombita, darbouka